# Pallavolo al XVII Festival olimpico estivo della gioventù europea - Torneo femminile
Il torneo femminile di pallavolo al XVII festival olimpico estivo della gioventù europea si è svolto dal 24 al 29 luglio 2023 a Maribor, in Slovenia, durante il XVII Festival olimpico estivo della gioventù europea: al torneo hanno partecipato otto squadre nazionali under 19 europee e la vittoria finale è andata per la seconda volta alla Slovenia.

## Impianti
|                                                           |  |  |
|                                                           |  |  |
| Draš Centra Città: Maribor Capienza: ? Anno d'apertura: ? |  |  |

## Regolamento

### Formula
La formula ha previsto:
- Fase a gironi, disputata con girone all'italiana: le prime due classificate di ogni girone hanno acceduto alla fase finale per il primo posto, mentre la terza e la quarta classificata di ogni girone hanno acceduto alla fase finale per il quinto posto.
- Fase finale per il quinto posto, disputata con semifinali, finale per il settimo posto e finale per il quinto posto.
- Fase finale per il primo posto, disputata con semifinali, finale per il terzo posto e finale.

### Criteri di classifica
Se il risultato finale è stato di 3-0 o 3-1 sono stati assegnati 3 punti alla squadra vincente e 0 a quella sconfitta, se il risultato finale è stato di 3-2 sono stati assegnati 2 punti alla squadra vincente e 1 a quella sconfitta.
L'ordine del posizionamento in classifica è stato definito in base a:
- Numero di partite vinte;
- Punti;
- Ratio dei set vinti/persi;
- Ratio dei punti realizzati/subiti;
- Risultati degli scontri diretti.

## Squadre partecipanti
| Squadra     | Qualificazione      | Ultima partecipazione |
| ----------- | ------------------- | --------------------- |
| Croazia     | -                   | Belgrado 2007         |
| Germania    | -                   | Baku 2019             |
| Italia      | -                   | Banská Bystrica 2021  |
| Paesi Bassi | -                   | Utrecht 2013          |
| Polonia     | -                   | Banská Bystrica 2021  |
| Slovenia    | Paese organizzatore | Banská Bystrica 2021  |
| Turchia     | -                   | Banská Bystrica 2021  |
| Ungheria    | -                   | Győr 2017             |

## Torneo

### Fase a gironi
| Girone A    | Girone B |
| ----------- | -------- |
| Italia      | Croazia  |
| Paesi Bassi | Germania |
| Polonia     | Slovenia |
| Ungheria    | Turchia  |

#### Girone A

##### Risultati
| 24 luglio 2023 Draš Centra, Maribor Durata: 1h:49 - Spettatori: ?  | Ungheria    | 3 - 2 | Italia      | 13-25, 10-25, 25-14, 25-23, 15-9 |
| 24 luglio 2023 Draš Centra, Maribor Durata: 1h:14 - Spettatori: 68 | Paesi Bassi | 3 - 0 | Polonia     | 25-19, 25-20, 25-18              |
| 25 luglio 2023 Draš Centra, Maribor Durata: 1h:17 - Spettatori: ?  | Polonia     | 0 - 3 | Italia      | 23-25, 20-25, 17-25              |
| 25 luglio 2023 Draš Centra, Maribor Durata: 1h:39 - Spettatori: 80 | Paesi Bassi | 3 - 1 | Ungheria    | 21-25, 25-15, 25-21, 25-18       |
| 26 luglio 2023 Draš Centra, Maribor Durata: 1h:20 - Spettatori: 50 | Polonia     | 0 - 3 | Ungheria    | 20-25, 23-25, 16-25              |
| 26 luglio 2023 Draš Centra, Maribor Durata: 1h:49 - Spettatori: ?  | Italia      | 2 - 3 | Paesi Bassi | 25-19, 21-25, 25-20, 18-25, 7-15 |

##### Classifica
| Pos. | Squadra     | Pt | G | V | P | SV | SP | Ratio | PF  | PS  | Ratio |
| ---- | ----------- | -- | - | - | - | -- | -- | ----- | --- | --- | ----- |
| 1.   | Paesi Bassi | 8  | 3 | 3 | 0 | 9  | 3  | 3,000 | 275 | 232 | 1,185 |
| 2.   | Ungheria    | 5  | 3 | 2 | 1 | 7  | 5  | 1,400 | 242 | 251 | 0,964 |
| 3.   | Italia      | 5  | 3 | 1 | 2 | 7  | 6  | 1,167 | 267 | 252 | 1,060 |
| 4.   | Polonia     | 0  | 3 | 0 | 3 | 0  | 9  | 0,000 | 176 | 225 | 0,782 |

      Qualificata alle semifinali per il primo posto.
      Qualificata alle semifinali per il quinto posto.

#### Girone B

##### Risultati
| 24 luglio 2023 Draš Centra, Maribor Durata: 2h:05 - Spettatori:    | Croazia  | 3 - 1 | Turchia  | 20-25, 31-29, 25-14, 25-20        |
| 24 luglio 2023 Draš Centra, Maribor Durata: 1h:11 - Spettatori: 45 | Slovenia | 3 - 0 | Germania | 25-16, 25-21, 25-21               |
| 25 luglio 2023 Draš Centra, Maribor Durata: 2h:13 - Spettatori: 50 | Germania | 3 - 2 | Turchia  | 13-25, 25-20, 26-28, 25-20, 18-16 |
| 25 luglio 2023 Draš Centra, Maribor Durata: 1h:43 - Spettatori:    | Slovenia | 3 - 1 | Croazia  | 25-22, 25-27, 25-17, 25-13        |
| 26 luglio 2023 Draš Centra, Maribor Durata: 1h:38 - Spettatori: 25 | Germania | 3 - 1 | Croazia  | 25-20, 27-25, 16-25, 25-16        |
| 26 luglio 2023 Draš Centra, Maribor Durata: 1h:21 - Spettatori:    | Turchia  | 0 - 3 | Slovenia | 21-25, 21-25, 22-25               |

##### Classifica
| Pos. | Squadra  | Pt | G | V | P | SV | SP | Ratio | PF  | PS  | Ratio |
| ---- | -------- | -- | - | - | - | -- | -- | ----- | --- | --- | ----- |
| 1.   | Slovenia | 9  | 3 | 3 | 0 | 9  | 1  | 9,000 | 250 | 201 | 1,244 |
| 2.   | Germania | 5  | 3 | 2 | 1 | 6  | 6  | 1,000 | 258 | 270 | 0,956 |
| 3.   | Croazia  | 3  | 3 | 1 | 2 | 5  | 7  | 0,714 | 266 | 281 | 0,947 |
| 4.   | Turchia  | 1  | 3 | 0 | 3 | 3  | 9  | 0,333 | 261 | 283 | 0,922 |

      Qualificata alle semifinali per il primo posto.
      Qualificata alle semifinali per il quinto posto.

### Fase finale

#### Finali 1º e 3º posto
|  | Semifinali | Semifinali  | Semifinali |          |    | Finale          | Finale          | Finale          |  |
|  |            |             |            |          |    |                 |                 |                 |  |
|  | 1A         | Paesi Bassi | 2          |          |    |                 |                 |                 |  |
|  | 1A         | Paesi Bassi | 2          |          |    |                 |                 |                 |  |
|  | 2B         | Germania    | 3          |          |    |                 |                 |                 |  |
|  | 2B         | Germania    | 3          |          | 2B | Germania        | 0               |                 |  |
|  |            |             |            |          | 2B | Germania        | 0               |                 |  |
|  |            |             | 1B         | Slovenia | 3  |                 |                 |                 |  |
|  | 1B         | Slovenia    | 1B         | Slovenia | 3  | 3               |                 |                 |  |
|  | 1B         | Slovenia    |            |          |    | 3               |                 |                 |  |
|  | 2A         | Ungheria    | 0          |          |    | Finale 3º posto | Finale 3º posto | Finale 3º posto |  |
|  | 2A         | Ungheria    | 0          |          |    |                 |                 |                 |  |
|  |            |             |            |          |    |                 |                 |                 |  |
|  |            |             |            |          |    | 1A              | Paesi Bassi     | 3               |  |
|  |            |             |            |          |    | 1A              | Paesi Bassi     | 3               |  |
|  |            |             |            |          |    | 2A              | Ungheria        | 0               |  |

##### Semifinali
| 28 luglio 2023 Draš Centra, Maribor Durata: 1h:56 - Spettatori: ?   | Paesi Bassi | 2 - 3 | Germania | 25-21, 25-22, 22-25, 21-25, 12-15 |
| 28 luglio 2023 Draš Centra, Maribor Durata: 1h:29 - Spettatori: 600 | Slovenia    | 3 - 0 | Ungheria | 25-23, 25-15, 25-20               |

##### Finale 3º posto
| 29 luglio 2023 Draš Centra, Maribor Durata: 1h:20 - Spettatori: 120 | Paesi Bassi | 3 - 0 | Ungheria | 28-26, 25-12, 26-24 |

##### Finale
| 29 luglio 2023 Draš Centra, Maribor Durata: 1h:06 - Spettatori: 220 | Germania | 0 - 3 | Slovenia | 15-25, 14-25, 16-25 |

#### Finali 5º e 7º posto
|  | Semifinali | Semifinali | Semifinali |         |    | Finale 5º posto | Finale 5º posto | Finale 5º posto |  |
|  |            |            |            |         |    |                 |                 |                 |  |
|  | 3A         | Italia     | 3          |         |    |                 |                 |                 |  |
|  | 3A         | Italia     | 3          |         |    |                 |                 |                 |  |
|  | 4B         | Turchia    | 0          |         |    |                 |                 |                 |  |
|  | 4B         | Turchia    | 0          |         | 3A | Italia          | 1               |                 |  |
|  |            |            |            |         | 3A | Italia          | 1               |                 |  |
|  |            |            | 3B         | Croazia | 3  |                 |                 |                 |  |
|  | 3B         | Croazia    | 3B         | Croazia | 3  | 3               |                 |                 |  |
|  | 3B         | Croazia    |            |         |    | 3               |                 |                 |  |
|  | 4A         | Polonia    | 0          |         |    | Finale 7º posto | Finale 7º posto | Finale 7º posto |  |
|  | 4A         | Polonia    | 0          |         |    |                 |                 |                 |  |
|  |            |            |            |         |    |                 |                 |                 |  |
|  |            |            |            |         |    | 4B              | Turchia         | 3               |  |
|  |            |            |            |         |    | 4B              | Turchia         | 3               |  |
|  |            |            |            |         |    | 4A              | Polonia         | 0               |  |

##### Semifinali
| 28 luglio 2023 Draš Centra, Maribor Durata: 1h:19 - Spettatori: | Italia  | 3 - 0 | Turchia | 25-18, 25-17, 25-23 |
| 28 luglio 2023 Draš Centra, Maribor Durata: 1h:12 - Spettatori: | Croazia | 3 - 0 | Polonia | 25-21, 25-20, 25-22 |

##### Finale 7º posto
| 29 luglio 2023 Draš Centra, Maribor Durata: 1h:17 - Spettatori: | Turchia | 3 - 0 | Polonia | 25-19, 25-22, 25-21 |

##### Finale 5º posto
| 29 luglio 2023 Draš Centra, Maribor Durata: 1h:47 - Spettatori: | Italia | 1 - 3 | Croazia | 23-25, 25-21, 23-25, 24-26 |

## Classifica finale
| Pos | Squadra     | Rosa |
| --- | ----------- | --- |
|     | Slovenia    | Formazione: 1 Gorjup, 2 Labinjan, 3 Milošič, 4 Gornjec Hodnik, 5 Vukojević, 6 Kneževič, 8 Svetina, 9 Šiftar, 10 Pucelj, 12 Ulrih, 16 Filipič, 18 Eržen, CT: Klokocovnik           |
|     | Germania    | Formazione: 1 Naujack, 2 Lange, 3 Pfeffer, 4 Ziegenbalg, 5 Goertz, 6 Ströh, 7 Nasin, 8 Bachmann, 11 Brandstrup, 13 Siebert, 15 H. Hartmann, 16 Herpich, CT: M. Hartmann           |
|     | Paesi Bassi | Formazione: 1 van De Kooi, 2 Krikhaar, 3 Strikwerda, 4 Donkers, 5 Wiegerinck, 6 Wessels, 10 van Wetering, 11 Koops, 14 Smits, 15 Radstake, 16 Gerritsen, 17 Kok, CT: Klaver       |
| 4.  | Ungheria    | Formazione: 1 Nagy-Hegyesi, 2 Mikus, 4 Jámbor, 8 Tóth, 9 Nagy, 11 Fekete, 12 Vértes, 15 Kiss, 17 Erőss, 20 Botyánszki, 21 Szakály, 23 Gergácz, CT: König                          |
| 5.  | Croazia     | Formazione: 1 Kovčo, 3 Lulić, 7 Brkičić, 8 Drobac, 9 Perić, 11 Burilović, 12 Štiglić, 13 Lijić, 14 Škoro, 15 Papac, 17 Bošnjak, 18 Sesar, CT: Ivanišević                          |
| 6.  | Italia      | Formazione: 2 Ferrara, 3 Marchesini, 5 Del Freo, 6 Micheletti, 8 Despaigne, 9 D'Onofrio, 11 Franceschini, 12 Coba, 13 Gambini, 17 Mescoli, 23 Scuderi, 24 Visciano, CT: Gagliardi |
| 7.  | Turchia     | Formazione: 3 Hürriyet, 4 Boztepe, 6 Atalay, 8 Saraçbaş, 10 Can, 11 Şenyapıcı, 12 Türknas, 14 Karaoğlan, 15 Kandemir, 16 Barut, 17 Devrim, 19 Aydın, CT: Çatma                    |
| 8.  | Polonia     | Formazione: 2 Dumańska, 3 Ziółkowska, 7 Bury, 9 Gajewska, 10 Mulka, 12 Zwierzyńska, 15 Nadera, 17 Łabanowska, 18 Hewelt, 20 Nastawska, 23 Maciejewicz, CT: Orlik                  |

## Statistiche
| Rendimento individuale | Rendimento individuale | Rendimento individuale | Rendimento individuale |
| Pos.                   | Nome                   | Punti                  | Squadra                |
| ---------------------- | ---------------------- | ---------------------- | ---------------------- |
| 1                      | Noemi Despaigne        | 83                     | Italia                 |
| 2                      | Irene Mescoli          | 76                     | Italia                 |
| 3                      | Maša Pucelj            | 74                     | Slovenia               |
| 4                      | Mija Šiftar            | 71                     | Slovenia               |
| 5                      | Svea Naujack           | 70                     | Germania               |

| Attacchi vincenti | Attacchi vincenti | Attacchi vincenti | Attacchi vincenti |
| Pos.              | Nome              | Punti             | Squadra           |
| ----------------- | ----------------- | ----------------- | ----------------- |
| 1                 | Maša Pucelj       | 65                | Slovenia          |
| 2                 | Noemi Despaigne   | 64                | Italia            |
| 3                 | Mija Šiftar       | 62                | Slovenia          |
| 4                 | Tonka Bošnjak     | 60                | Croazia           |
| 4                 | Svea Naujack      | 60                | Germania          |

| Muri vincenti | Muri vincenti     | Muri vincenti | Muri vincenti |
| Pos.          | Nome              | Punti         | Squadra       |
| ------------- | ----------------- | ------------- | ------------- |
| 1             | Roos Wessels      | 26            | Paesi Bassi   |
| 2             | Aurora Papac      | 18            | Croazia       |
| 3             | Dalila Marchesini | 17            | Italia        |
| 4             | Nika Milošič      | 16            | Slovenia      |
| 5             | Alina Nasin       | 13            | Germania      |

| Battute vincenti | Battute vincenti | Battute vincenti | Battute vincenti |
| Pos.             | Nome             | Punti            | Squadra          |
| ---------------- | ---------------- | ---------------- | ---------------- |
| 1                | Noemi Despaigne  | 17               | Italia           |
| 2                | Ula Gorjup       | 12               | Slovenia         |
| 2                | Irene Mescoli    | 12               | Italia           |
| 4                | Luna Strikwerda  | 11               | Paesi Bassi      |
| 5                | Suus Gerritsen   | 10               | Paesi Bassi      |